# Copa Latina 1953
La Copa Latina de 1953 fue la quinta edición de la Copa Latina, un torneo de fútbol organizado por las federaciones nacionales de España (RFEF) —promotora del evento—, Italia (FIGC), Francia (FFF), Portugal (FPF) y avalado por la FIFA para designar a la mejor asociación y club del sur de Europa.
El equipo vencedor de esta quinta edición fue el Stade de Reims tras vencer al local Associazione Calcio Milan por tres goles a cero. En esta quinta edición se anotaron un total de 18 goles en 4 partidos arrojando una media de 4,5 goles por encuentro.
En el que era la primera edición de un nuevo ciclo, Francia sumó cuatro puntos, por tres de Italia, dos de Portugal y uno de España.

## Desarrollo
El segundo ciclo arrancó en 1953, en Portugal, con un contratiempo inicial: el campeón luso, el C. S. Portugal solicitó adelantar las fechas previstas para poder así acudir también a su habitual cita internacional del Torneo Octogonal Rivadavia Corrêa Meyer de Río de Janeiro, la competición sucesora de la Copa Río. Francia e Italia no pusieron problemas, pero en España era cuando se jugaba el Campeonato de España de Copa. Se decidió esperar al enfrentamiento de octavos entre el C. F. Barcelona (vigente campeón de liga) y el Valencia Club de Fútbol (vigente subcampeón) para dirimir quien acudiría a la Copa Latina. El que resultara vencido, al no continuar en la competición dispondría de fechas libres, por lo que se decidió que fuese éste quien acudiese.

### Participantes
El Valencia Club de Fútbol debutaba en la competición.
Nota: Nombres y banderas de clubes según la época.
| Equipos participantes                                                                       | |
| Semifinales                                                                                 | (Condición) |
| Stade de Reims Associazione Calcio Milan Sporting Clube de Portugal Valencia Club de Fútbol | Campeón de Francia (Division 1 1952-53) Tercer clasificado (Serie A 1952-53) Campeón de Portugal (Primeira Divisão 1952-53) Segundo clasificado (Primera División 1952-53) |

## Fase final

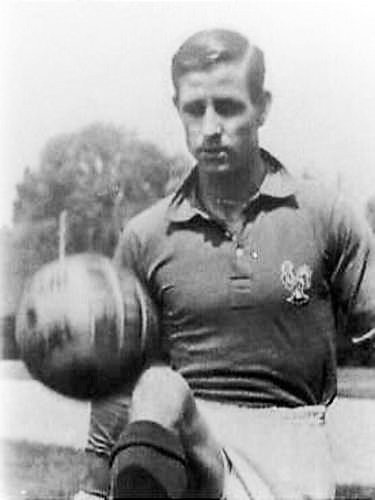
El francés Raymond Kopa marcó dos de los tres goles con los que el Stade de Reims derrotó en la final al Associazione Calcio Milan.

Los valencianistas fueron los terceros en representar a España, quedando en último lugar. Francia conquistó su primer título merced a la victoria por 3-0 de un Stade de Reims liderado por Raymond Kopa ante la A. C. Milan, que sustituyó al Football Club Internazionale.

## Partidos
Milán 4 a 3 Sporting. Mendonça a Vásquez. 0 a 1. Dos pases de Gren a Nordhal. 2 a 1. Martíns. 2 a 2. Gren para Liedholm. Martins. 3 a 3. Reims 2 a 1 Valencia. Gago. 0 a 1. Koppa a Méano. 1 a 1. Koppa. 2 a 1.
Reims 3 a 0 Milán. Glovaski a Koppa. 1 a 0. Appel con disparo lejano. 2 a 0. Appel para Koppa. 3 a 0.

### Eliminatorias
|  | Semifinales          | Semifinales          |   |                      | Final                | Final |  |
|  |                      |                      |   |                      |                      |       |  |
|  |                      |                      |   |                      |                      |       |  |
|  | 4 de junio (Oeiras)  |                      |   |                      |                      |       |  |
|  | A. C. Milan (pró.)   | 4                    |   |                      |                      |       |  |
|  | S. C. Portugal       | 3                    |   |                      |                      |       |  |
|  |                      |                      |   |                      |                      |       |  |
|  |                      |                      |   |                      | 29 de junio (Oeiras) |       |  |
|  |                      |                      |   |                      | A. C. Milan          | 0     |  |
|  |                      | Stade de Reims       | 3 |                      |                      |       |  |
|  |                      |                      |   |                      |                      |       |  |
|  |                      |                      |   |                      |                      |       |  |
|  |                      |                      |   |                      | Tercer lugar         |       |  |
|  | 25 de junio (Oporto) | 25 de junio (Oporto) |   | 24 de junio (Oeiras) | 24 de junio (Oeiras) |       |  |
|  | Stade de Reims       | 2                    |   | S. C. Portugal       | 4                    |       |  |
|  | Valencia C. F.       | 1                    |   |                      | Valencia C. F.       | 1     |  |

#### Semifinales
| 4 de junio de 1953 | A. C. Milan                                    | 4:3 (0:1, 2:2) (t. s.) | S. C. Portugal                | Estadio Nacional de Portugal, Oeiras |                             |
|                    | Nordahl 66' 72' · Liedholm 96' · Frignani 118' | Reporte                | 20' Vasques · 89' 106'Martins | Árbitro(s): Ramón Azón Roma          | Árbitro(s): Ramón Azón Roma |

| 4 de junio de 1953 | Stade de Reims       | 2:1 (0:1) | Valencia C. F. | Estádio das Antas, Oporto    |                              |
|                    | Méano 46' · Kopa 61' | Reporte   | 27' Gago       | Árbitro(s): Giorgio Bernardi | Árbitro(s): Giorgio Bernardi |

#### Tercer puesto
| 6 de junio de 1953 | S. C. Portugal                  | 4:1 (2:0) | Valencia C. F. | Estadio Nacional de Portugal, Oeiras |                            |
|                    | Vasques 3' 62' · Martins 6' 46' | Reporte   | 80' Badenes    | Árbitro(s): Édouard Harzic           | Árbitro(s): Édouard Harzic |

#### Final
|    | POR | Paul Sinibaldi  |  |
|    | DEF | Robert Jonquet  |  |
|    | DEF | Armand Penverne |  |
|    | DEF | Roger Marche    |  |
|    | DEF | Simon Zimny     |  |
|    | MED | Raymond Cicci   |  |
|    | MED | Raymond Kopa    |  |
|    | DEL | Bram Appel      |  |
|    | DEL | Jean Templin    |  |
|    | DEL | Léon Glovacki   |  |
|    | DEL | Francis Méano   |  |
|    |     |                 |  |
| DT | DT  | Albert Batteux  |  |

|    | POR | Lorenzo Buffon    |  |
|    | DEF | Francesco Zagatti |  |
|    | DEF | Arturo Silvestri  |  |
|    | MED | Nils Liedholm     |  |
|    | MED | Omero Tognon      |  |
|    | MED | Celestino Celio   |  |
|    | MED | Carlo Annovazzi   |  |
|    | DEL | Renzo Burini      |  |
|    | DEL | Gunnar Gren       |  |
|    | DEL | Amleto Frignani   |  |
|    | DEL | Gunnar Nordahl    |  |
|    |     |                   |  |
| DT | DT  | Mario Sperone     |  |

|  | 31' | Raymond Kopa | 1-0 |
|  | 52' | Bram Appel   | 2-0 |
|  | 74' | Raymond Kopa | 3-0 |

| Árbitro | José Vieira da Costa Reporte |

|    | POR | Paul Sinibaldi  |  |
|    | DEF | Robert Jonquet  |  |
|    | DEF | Armand Penverne |  |
|    | DEF | Roger Marche    |  |
|    | DEF | Simon Zimny     |  |
|    | MED | Raymond Cicci   |  |
|    | MED | Raymond Kopa    |  |
|    | DEL | Bram Appel      |  |
|    | DEL | Jean Templin    |  |
|    | DEL | Léon Glovacki   |  |
|    | DEL | Francis Méano   |  |
|    |     |                 |  |
| DT | DT  | Albert Batteux  |  |

|    | POR | Lorenzo Buffon    |  |
|    | DEF | Francesco Zagatti |  |
|    | DEF | Arturo Silvestri  |  |
|    | MED | Nils Liedholm     |  |
|    | MED | Omero Tognon      |  |
|    | MED | Celestino Celio   |  |
|    | MED | Carlo Annovazzi   |  |
|    | DEL | Renzo Burini      |  |
|    | DEL | Gunnar Gren       |  |
|    | DEL | Amleto Frignani   |  |
|    | DEL | Gunnar Nordahl    |  |
|    |     |                   |  |
| DT | DT  | Mario Sperone     |  |

|  | 31' | Raymond Kopa | 1-0 |
|  | 52' | Bram Appel   | 2-0 |
|  | 74' | Raymond Kopa | 3-0 |

| Árbitro | José Vieira da Costa Reporte |

|                                         |
| Bandera de Francia                      |
| Campeón STADE DE REIMS (FFF) 1.º título |

## Estadísticas

### Máximos goleadores
| Jugador               | Club                      | Goles | PJ |
| --------------------- | ------------------------- | ----- | -- |
| João Baptista Martins | Sporting de Lisboa        | 4     | 2  |
| Raymond Kopa          | Stade de Reims            | 3     | 2  |
| Manuel Vasques        | Sporting de Lisboa        | 3     | 2  |
| Gunnar Nordahl        | Associazione Calcio Milan | 2     | 2  |
| Manuel Badenes        | Valencia Club de Fútbol   | 1     | 1  |
| Bram Appel            | Stade de Reims            | 1     | 2  |
| Amleto Frignani       | Associazione Calcio Milan | 1     | 2  |
| Quiliano Gago         | Valencia Club de Fútbol   | 1     | 2  |
| Nils Liedholm         | Associazione Calcio Milan | 1     | 2  |
| Francis Méano         | Stade de Reims            | 1     | 2  |

## Máximos Asistentes
3 asistencias
- Gunnar Gren

1 Asistencia
- Raymond Kopa
- Léon Glovacki
- Bram Appel
- Fernando Mendonça